# Archives publiques en France
 (juillet 2019).
Si vous disposez d'ouvrages ou d'articles de référence ou si vous connaissez des sites web de qualité traitant du thème abordé ici, merci de compléter l'article en donnant les références utiles à sa vérifiabilité et en les liant à la section « Notes et références ».
Les archives publiques en France sont l'ensemble des archives produites, reçues ou traitées par toute personne, physique ou morale, exerçant une mission de service public ou tout service ou organisme public français. Elles sont conservées par leurs administrations d'origine pour leur usage propre ou pour celui des citoyens français (par exemple, pour justifier de leurs droits), puis ultérieurement par les services d'archives publiques qui les mettent à disposition des historiens et des chercheurs.
Le code du patrimoine donne une définition des « archives » (art. L. 211-1) et opère une distinction riche de conséquences entre archives publiques et archives privées (art. L. 211-4) en posant pour principe que tout ce qui ne relève pas des archives publiques relève en conséquence des archives privées. Les archives publiques françaises ne représentent qu'une partie des collections des services publics d'archives, qui peuvent recevoir, par achat, dépôt, don ou legs, des archives privées n'ayant pas été produites par un service ou organisme public.
Le code du patrimoine détermine aussi le délai de communication de certains types de documents qui, par exception à la règle générale, ne sont pas immédiatement consultables.
Les archives publiques sont conservées selon leur origine par les Archives nationales ou par les services dépendant des collectivités territoriales (archives régionales, archives départementales et les archives communales). Les ministères de la Défense, des Affaires étrangères et de l'Économie, ainsi que certains établissements publics, assurent eux-mêmes la conservation et la communication de leur fonds d'archives.

## Définition juridique et objectifs
Les articles L211-1 et L-211-4 du code du patrimoine modifié par la loi n° 2016-925 du 7 juillet 2016 relative à la liberté de la création, à l'architecture et au patrimoine, en particulier l'article 65, définissent les archives publiques qui sont : 
- « 1°Les documents qui procèdent de l'activité de l'Etat, des collectivités territoriales, des établissements publics et des autres personnes morales de droit public. Les actes et documents des assemblées parlementaires sont régis par l'ordonnance n° 58-1100 du 17 novembre 1958 relative au fonctionnement des assemblées parlementaires » ;
- « 2° Les documents qui procèdent de la gestion d'un service public ou de l'exercice d'une mission de service public par des personnes de droit privé » ;
- « 3° Les minutes et répertoires des officiers publics ou ministériels et les registres de conventions notariées de pacte civil de solidarité. »

L'article L 211-2 du Code du patrimoine distingue deux finalités à la constitution d'archives publiques : « La conservation des archives est organisée dans l'intérêt public tant pour les besoins de la gestion et de la justification des droits des personnes physiques ou morales, publiques ou privées, que pour la documentation historique de la recherche. »
En fait, ce sont même trois finalités qui peuvent être distinguées selon l'âge des archives :
- Les archives courantes permettent à l'administration de disposer en permanence des informations utiles à son activité.
- Les archives intermédiaires permettent de justifier les droits et obligations des personnes physiques et morales, publiques ou privées, et de conserver les preuves en cas de contestation.
- Les archives définitives permettent de sauvegarder la mémoire en constituant les matériaux nécessaires aux citoyens et aux chercheurs.

Le droit d'accès aux archives publiques a valeur constitutionnelle d’assurer la transparence de la vie publique, lui-même conséquence de l’article 15 de la Déclaration des droits de l’homme et du citoyen de 1789, selon lequel « la société a droit de demander compte à tout agent public de son administration ». La décision du Conseil constitutionnel du 15 septembre 2017 affirme qu'« est garanti par cette disposition le droit d'accès aux documents d'archives publiques », lui donnant ainsi un fondement constitutionnel (et tout en reconnaissant qu'il peut faire l'objet de limitations définies par la loi).
Reconnaissant ces diverses fonctions, la France s'est dotée d'un solide réseau de services d'archives ouverts au public, bénéficiant de bâtiments modernes et adaptés à la conservation d'un patrimoine multiple, dont la collecte obéit à des règles précises.

## Historique

### Constitution et statut des archives publiques
Les archives publiques ont plusieurs origines possibles :
- les archives rassemblées à l'époque révolutionnaire (archives confisquées et archives d'institutions dissoutes) ;
- les versements depuis 1790 des services administratifs départementaux ; services déconcentrés de l'État, juridictions ;
- les minutes et répertoires des officiers publics ou ministériels ;
- Les versements ou dépôts des collectivités territoriales et des établissements publics[6].

### Évolution de la législation
Le droit archivistique en France commence avec la Révolution française de 1789. Les réformes imposent rapidement de régler le statut des archives royales et des anciennes administrations. L'organisation révolutionnaire crée un cadre juridique notamment lié aux nouveaux départements et pérennise ainsi la gestion des archives anciennes et nouvelles dans ce ressort, particulièrement à partir de la création des archives départementales (5 brumaire an V / 26 octobre 1796).

## Trois âges des archives
Les archivistes distinguent pour les archives publiques trois âges, reconnus aux archives en général :
- archives courantes : documents d'utilisation habituelle ; contrôle par les Archives de France[7]
- archives intermédiaires : plus courante mais intérêt administratif empêchant un traitement
- archives définitives ou « historiques » : documents qui ont subi les tris et éliminations appropriés, destinés aux dépôts d'archives.

Les documents passent d'une des périodes précités à une autre, en fonction de leur Durée d'Utilité Administrative (DUA), qui correspond au délai minimal durant lequel les documents doivent être conservées dans les locaux des établissements ou services producteurs, en tant qu'archive courante ou intermédiaire. Dans les faits, les DUA peuvent correspondre à des délais parfois très courts (un an pour un acte d'extrait d'acte civil) ou aller jusqu'à l'infini en cas d'archive définitive.

### Archives intermédiaires
Les services d'archives publiques les plus nombreux sont ceux centrés sur l'âge intermédiaire. La gestion d'archives intermédiaires - appelée aussi préarchivage - s'intéresse à la question des durées de conservation, qui est souvent une préoccupation importante des services qui produisent les documents mais doit arbitrer entre deux impératifs : les services de l'administration française ne veulent pas perdre de procès faute d'avoir pu produire les pièces prouvant leur bon droit mais la pression immobilière limite l'espace de stockage de documents. Dès lors, l'archiviste intervenant dans la gestion d'archives intermédiaires joue un rôle clé pour élaborer avec les services producteurs des tableaux de tri qui fixeront la durée d'utilité administrative des documents et le traitement qui devra être opéré à l'issue de cette période : versement, destruction ou échantillonnage.
Ainsi, en administration centrale, il existe un réseau de « missions des archives nationales » auprès de ministères ou de grandes institutions, ou de services qui ont d'abord eu pour mission de faciliter la collecte des archives qui devaient être versées aux Archives nationales et d'en « faciliter la décantation » pour ensuite, peu à peu, assumer la fonction de gestion des archives intermédiaires de l'administration centrale.
Par ailleurs, la dématérialisation des processus administratifs ouvre de nouveaux champs d'intervention à l'archiviste chargé des archives intermédiaires qui doit - et surtout en administration centrale - consacrer une part de plus en plus importante de son temps à la question des archives électroniques.
Enfin, la mission de conservation n'étant pas une fin en soi, il apparaît que la fonction d'information du service d'archives intermédiaires tend à le rapprocher souvent de celle des centres de documentation : plusieurs ministères ont ainsi fait le choix, en 2007-2008, de rapprocher leur service d'archives de leur(s) service(s) de documentation.

### Archives historiques
Les services centrés sur la gestion et la communication des archives historiques sont les plus visibles, car leurs relations avec les usagers des archives sont beaucoup plus développées.
Trois types principaux de services d'archives historiques existent en France :
- les services nationaux d'archives, qui incluent les Archives nationales et les archives des ministères disposant d'une autonomie de gestion de leurs archives historiques (ministères des Affaires étrangères, de la Défense et ministères financiers) ;
- les services départementaux d'archives, qui présentent la particularité de combiner des missions d'État et des missions confiées par les conseils généraux qui en assurent principalement depuis 1986 le financement ;
- les autres services territoriaux d'archives (archives communales et régionales principalement).

Au niveau central, les modèles de fonctionnement diffèrent assez nettement entre :
- les Archives nationales, qui s'appuient pour la gestion des archives courantes et intermédiaires et pour la collecte des archives historiques sur le réseau des Missions et services assimilés,
- les Archives du ministère de la Défense, qui distinguent clairement service d'archives historiques (Service historique de la défense) et services d'archives intermédiaires,
- les Archives du ministère des Affaires étrangères, qui prennent en charge la gestion des documents ab initio dès leur création,
- les Archives des ministères financiers dont la situation constitue un mixte des modèles précédents.

Au niveau départemental, la mission de conservation et de valorisation des archives historiques est fondamentale, d'autant que le public qui les consulte est de plus en plus nombreux, à commencer par les généalogistes, les amateurs ou les étudiants. Cette aide aux recherches comporte un volet logistique parfois lourd (ainsi la gestion de la salle de lecture dans certains services importants représente un souci permanent, étant donné le nombre de lecteurs et le personnel mobilisé). Or si certains services d'archives départementales sont de dimension importante (comme à Paris, qui compte plus de 70 agents),il s'agit le plus souvent de structures modestes, qui dépassent rarement 30 agents.
Le contrôle scientifique et technique de l'État sur les archives publiques, confié au directeur des Archives départementales, reste pourtant extrêmement important et encadré par des textes législatifs et réglementaires (dispositions du code général des collectivités territoriales relatives aux Archives, livre II du code du patrimoine). Il s'exerce sur :
- les archives courantes et intermédiaires des administrations de l'État et des collectivités territoriales,
- les archives historiques conservées par les collectivités (archives communales et régionales).

Le contrôle scientifique et technique sur les archives s'appuie sur des circulaires de collecte, qui s'apparentent dans leur forme et leur fond aux tableaux de tri évoqués précédemment. Ces circulaires ne couvrent pas, tant s'en faut, toute l'administration française, et doivent évoluer au gré des évolutions de l'administration.
Les services d'archives territoriaux autres que départementaux ont des fonctions parfois comparables aux fonctions de collecte et de valorisation des Archives départementales, surtout lorsque la collectivité de rattachement est importante (ainsi pour les archives de certaines communes de taille importante : Bordeaux, Lyon, Marseille, Strasbourg, Toulouse…). En revanche, le contrôle scientifique et technique ne leur est pas délégué.
Tous ces types de services d'archives publiques ont en commun l'élaboration d'instruments de recherche et l'application des règles de communication des documents d'archives publiques. On distingue, parmi les instruments de recherche, les inventaires (sommaires, analytiques et semi-analytiques), les répertoires numériques et méthodiques (simples, détaillés et très détaillés), les catalogues (pour les documents rassemblés en collection dans unité archivistique particulière). 
Les archives définitives sont des trésors nationaux.

## Typologie des modes de classement
Les cadres de classement définissent à l'échelon national les classifications à utiliser pour le classement et la cotation des documents. Secondairement, dans les instruments de recherche, des classements complémentaires sont utilisés : l'ordre suivi peut-être méthodique, fonctionnel, alphabétique, chronologique, numérique, géographique selon la nature des dossiers à traiter.
Trois types d'unité différents et complémentaires sont à prendre en compte pour traiter des archives :
- l'unité intellectuelle de classement étant le dossier ou la pièce ;
- l'unité matérielle de classement ou article ;
- l'unité matérielle de manutention qui est la liasse ou carton.

Ils s'appuient pour cela sur les définitions fondamentales suivantes :
- l'article est un document ou un ensemble de documents représentant une unité matérielle de classement et recevant une cote individuelle : liasse, registre, plan isolé, etc.
- le fonds : « ensemble des documents réunis, pendant toute la période de son existence ou de son activité, par une même personne physique ou morale. Le classement des archives veille autant que possible à respecter l'intégrité des fonds. Il arrive qu'une série comprenne plusieurs fonds ou qu'un fonds soit divisé en plusieurs séries ». (Guide des A.D. de la Sarthe)
- la série : ensemble d'articles résultant de l'exercice d'une même fonction administrative pendant une période donnée, ou provenant d'un même type d'institutions, ou entrés dans les mêmes conditions. Une série est la subdivision d'un cadre de classement.

Ainsi armé face aux divers ensembles qui intègrent chaque jour le dépôt, l'archiviste assisté de ses collaborateurs peut s'attaquer aux trois temps de son métier entre la collecte et la consultation par le public :
- le classement : constitution des articles, mise en ordre du fonds, cotation, etc.
- l'inventaire : définition et dénomination des grandes divisions du fonds, description matérielle de chaque article et l'analyse par article, dossier ou pièce...
- l'analyse : énoncé de la nature des actes, l'auteur, l'objet, le lieu, la date, etc. constituant le texte des instruments de recherche (cf. supra), qui comportent également introductions historiques, index, tables de concordances et divers types d'annexes destinées à l'aide à la recherche pour le public, selon des grilles de travail extrêmement structurées (ISAD(G), DTD-EAD).

Les archives ne sont donc pas et ne peuvent pas être classées par sujets et l'organisation des fonds en fonction de sujets ou thèmes de recherche arbitraires a causé un considérable et durable préjudice à certains fonds, notamment des Archives nationales et plus récemment fonds des préfectures, aboutissant à imposer le respect aussi systématique que possible des cadres de classement réglementaires.

## Délais de communication publique

### Différents délais
La loi sur les archives de 1979 pose comme principe que toutes les archives publiques sont toutes destinées à être communicables après l’écoulement d’un délai plus ou moins long. A cet égard, le délai de communication publique de droit commun des archives publiques est immédiat.
Toutefois, des délais différents, de 25 à 120 ans, sont toutefois prévus pour le secret de l'État, le secret des personnes, le secret des entreprises, le secret en matière statistique, le secret de l'instruction judiciaire, les armes de destruction massive et quelques documents singuliers.
Il est ainsi par exemple de :
- 25 ans pour les documents relatifs à la conduite des relations extérieures (secrets de l'État)
- 25 ans pour les documents relatifs au secret en matière commerciale et industrielle
- 50 ans pour les documents relatifs aux intérêts fondamentaux de l’État dans la conduite de la politique extérieure, à la sûreté de l’État, à la sécurité publique, à la sécurité des personnes (secrets de l'Etat)
- 50 ans pour les documents relatifs à la vie privée (cas général) (secrets des personnes)
- 75 ans pour les documents relatifs aux enquêtes réalisées par les services de la police judiciaire (secrets de l'instruction judiciaire)

- 100 ans pour les documents relatifs aux enquêtes réalisées par les services de la police judiciaire dont la communication porte atteinte à l'intimité de la vie sexuelle des personnes (secrets de l'instruction judiciaire)
- 100 ans pour les documents relatifs aux agents de renseignement (secrets de l'Etat)
- Incommunicable pour les documents relatifs aux armes de destruction massive (permettant de concevoir, fabriquer, utiliser ou localiser des armes nucléaires, biologiques, chimiques) (catégorie inédite créée par la loi 2008-696 du 15 juillet 2008, complétée par l'ordonnance 2009-483 du 29 avril 2009)[11],[12],[13].

Il existe cependant une procédure dérogatoire d'accès à certaines de ces archives, notamment celles relevant du domaine des secrets de l'Etat. Le demandeur s'adresse à la direction des archives de France, qui statue , après l'avis de l'autorité dont émane la pièce demandée et avis de la Commission d'accès aux documents administratifs (CADA), « dans la mesure où l’intérêt qui s’attache à la consultation de ces documents ne conduit pas à porter une atteinte excessive aux intérêts que la loi a entendu protéger ». C'est finalement le ministre de la culture qui décide d'accorder ou non l'autorisation dérogatoire, sachant que la réponse est le plus souvent positive lorsque l'objet est une recherche académique développée sous l'autorité d'un centre de recherches universitaire.

### Cas des documents classifiés
Des documents intéressant la défense nationale, si leur diffusion ou leur accès sont susceptibles de nuire à la défense nationale ou pourrait conduire à la découverte d’un secret de la défense nationale,, peuvent faire l’objet de mesures de classification, c'est-à-dire d'une protection supplémentaire par rapport aux délais de communicabilité. Elle est aujourd'hui définie dans le code pénal (articles 413-9 à 413-12) et dans le code de la défense (article L. 2311-1) et non, comme tout ce qui concerne les archives, dans le code du patrimoine.
Un document classifié, qu'il ait été ou non versé dans un service public d'archives, est communicable de plein droit à l’expiration des délais prévus par le code du patrimoine. En matière de défense nationale, le délai est en général de cinquante ans à compter de la date du document ou du document le plus récent inclus dans le dossier (article L. 213-2, 3° du code du patrimoine), même si des délais plus longs sont prévus par cet article dans certaines hypothèses. Cela signifie qu'à l'expiration de ces délais, un document classifié n'a pas besoin d'être déclassifié de façon formelle pour pouvoir être communiqué à tout citoyen qui le demande.
Pendant près de dix ans, une instruction générale interministérielle 1 300, dite « IGI 1 300 », sur la « protection du secret de la défense nationale » de 2011, réformée en 2020, a néanmoins exigé une déclassification formelle des documents classifiés devenus communicables de plein droit au sens du code du patrimoine, conduisant les Archives nationales, depuis 2013, et le Service historique de la défense, depuis 2020, à empêcher les historiens d'accéder aux documents concernés.
Dans son arrêt Association des archivistes français et autres du 2 juillet 2021, le Conseil d’État a déclaré illégale cette exigence et annulé l'article 7.6.1 de l'IGI 1300, démentant les interprétations de l'articulation entre le code pénal et le code du patrimoine soutenues par le secrétariat général de la défense et de la sécurité nationale, le ministère des Armées et le service interministériel des archives de France du ministère de la culture. Dans ses conclusions, le rapporteur public, Alexandre Lallet, a estimé que la nécessité de cette déclassification n’existait « que dans l’esprit du secrétariat général de la défense et de la sécurité nationale », qu’elle avait été « inventée pour les besoins de la cause » au moment même où s’ouvraient les archives de la guerre d’Algérie, et qu’elle avait « un arrière goût désagréable de subterfuge ». Il a également déploré le coût représenté par l’application de ces mesures de déclassification inutiles.
L'obligation de déclassification des documents devenus communicables de plein droit à l'expiration des délais prévus par le code du patrimoine n'est donc plus appliquée par les Archives nationales et le Service historique de la défense depuis le 2 juillet 2021.

### Cas des archives d'origine privée
Les archives d’origine privée confiées en toute propriété (par legs, don ou dation) ou à titre de simple dépôt peuvent faire l'objet avec le cédant ou le déposant d'un protocole, qui peut notamment demander que leur consultation soit soumise à une autorisation préalable de sa part.

## Intégration d'archives privées
Les besoins de la documentation historique de la recherche, une des finalité des archives publiques, explique l’intervention de l’État sur des fonds privés afin de préserver des documents d’origine privée en les intégrant à une collection d’archives publiques.
Les principaux critères de cette collecte sont :
- l’apport documentaire du document/fonds sélectionné : intérêt historique, scientifique, etc. lié à la nature aux pièces (thématiques/périodes couvertes) ou au rôle joué par le producteur des archives en question.
- l’originalité du fonds et son caractère complémentaire par rapport à d’autres sources déjà  conservées dans les collections publiques.

Ces archives d'origine privées peuvent être personnelles et familiales, associatives et syndicales, économiques, religieuses, etc.
Les archives privées peuvent entrer dans une collection publique par achat, dation, don ou legs. Elles font ensuite partie du domaine public de l’État ou des collectivités territoriales et bénéficient de fait du régime applicable aux biens mobiliers du domaine public (imprescriptibles et inaliénables).
Les archives privées sont l'objet des 16 articles du titre III de la loi du 3 janvier 1979 (devenu la section 2 du chapitre 2 du titre premier du livre II du code du patrimoine).